# Palcapata
Palcapata (auch Palca Pata) ist eine Ortschaft im Departamento Chuquisaca im südamerikanischen Andenstaat Bolivien.

## Lage im Nahraum
Palcapata ist viertgrößter Ort des Kanton Villa Charcas im Municipio Villa Charcas in der Provinz Nor Cinti. Der Ort liegt in einer Höhe von 3034 m am rechten, westlichen Ufer des Río Villa Charcas, der über den Río Inca Huasi und den Río Pilaya zum Flusssystem des Río Pilcomayo gehört. Einen Kilometer flussaufwärts wird der Río Villa Charcas in einer Talsperre durch eine 250 Meter lange Staumauer aufgestaut.

## Geographie
Palcapata liegt am Nordrand der Bergregion der Cordillera de Tajsara o Tarachaca im semi-ariden Übergangsgebiet zwischen den semi-humiden Bergwäldern der östlichen Gebirgsketten Boliviens und dem ariden Altiplano.
Die jährlichen Niederschläge schwanken zwischen 350 und 550 mm und treten vor allem in den Monaten von November bis März auf; die Wintermonate Mai bis August sind weitgehend niederschlagsfrei (siehe Klimadiagramm Culpina). Die Monatsdurchschnittstemperaturen liegen zwischen knapp 20 °C im Dezember und 5 bis 8 °C im Juni/Juli.

## Verkehrslage
Palcapata liegt in einer Entfernung von 377 Straßenkilometern südlich von Sucre, der Hauptstadt des Departamentos.
Durch Sucre führt die 898 Kilometer lange Nationalstraße Ruta 5, die von der Cordillera Oriental quer über den Altiplano zur chilenischen Grenze führt. Von Sucre aus führt die Straße 169 Kilometer in südwestlicher Richtung nach Potosí, wo sie auf die nord-südlich verlaufende Ruta 1 trifft. Von dort sind es auf der Ruta 1 noch einmal 122 Kilometer bis nach Padcoyo. Von dort führt eine nach Osten verlaufende unbefestigte Landstraße über Ocurí weiter nach Palacio Tambo, und in Ocurí zweigt eine Landstraße in südlicher Richtung ab und führt über Malliri und Chiñimayu nach Huancarani Alto; die Straße steigt dabei auf ihrem 45 Kilometer langen Weg zwischen Chiñimayu und Huancarani Alto auf Höhen von knapp über 4000 Meter an. Zwei Kilometer südlich von Huancarani Alto zweigt eine Landstraße nach Osten ab und erreicht Palcapata nach weiteren zwei Kilometern.

## Bevölkerung
Die Einwohnerzahl von Palcapata ist im vergangenen Jahrzehnt deutlich angestiegen:
| Jahr | Einwohner         | Quelle       |
| ---- | ----------------- | ------------ |
| 1992 | keine Detaildaten | Volkszählung |
| 2001 | 519               | Volkszählung |
| 2012 | 732               | Volkszählung |
| 2024 |                   | Volkszählung |